# 脱アミド

Asn-Gly (右上) からAsp-Gly (左) または iso(Asp)-Gly (右下)への脱アミド

脱アミド（だつアミド、Deamidation）は、アミドが有機化合物から取り除かれる化学反応。生化学での脱アミドは、アミノ酸（アスパラギンとグルタミン）のアミドを含む側鎖を分解するため、タンパク質の分解にとって重要な反応である。

## 生化学的脱アミド
生化学的脱アミドは、非酵素的に起こる。ペプチド結合（図の右上）のN原子の不対電子がアスパラギンの側鎖を攻撃し、対称的なスクシンイミド中間体（赤色）を作る。中間体の対称性から、加水分解によってアスパラギン酸（左）またはβアミノ酸（緑色）であるイソアスパラギン酸のどちらかを生じる。この経路は、アスパラギン側鎖のアミドがカルボン酸に変換されるため、脱アミドであると考えられている。

## 動作
脱アミドの進行は非常に敏速であり、隣に小さいアミノ酸があるとその影響を受けやすく、例えばグリシンのような立体障害の小さい残基はペプチド基が攻撃のために開くとその結合角を曲げられやすい。また、脱アミドは高いpH(>10)と温度で非常に早くなる。